# Kraśnik goryszowiec
Kraśnik goryszowiec, kraśnik zmienny (Zygaena ephialtes) – gatunek motyla z rodziny kraśnikowatych.
Motyl ten ma krępe ciało o całkowicie czarnych patagiach i tegulach i czerwonej lub żółtej, nieoprószonej czarnymi łuskami obrączce na odwłoku. Drobno piłkowane czułki mają biały ostatni człon. Przednie skrzydło ma długość od 15 do 18 mm i czarną barwę tła z niebieskogranatowym połyskiem. Na owym skrzydle występuje typowo sześć plam o barwie białej, żółtej lub czerwonej, przy czym plama szósta zwykle jest zredukowana. Tylne skrzydło ma tło jak poprzednie i białą plamkę lub jest czerwone z czarną obwódką. Samiec ma w edeagusie dużą, zaokrągloną, pozbawioną kolców, drobnoziarniście rzeźbioną płytkę. Ponadto jego genitalia cechują proste brzegi łożyska edeagusa i wąsko rozstawione, stopniowo zwężone ku szczytom wyrostki unkusa. Samica ma ósmy tergit odwłoka silniej zesklerotyzowany na krawędzi niż pozostałej części, a w jej torebce kopulacyjnej znajduje się znamię z kolcami wykształconymi w formie silnie zesklerotyzowanych, różnokształtynych płytek umieszczonych w dwóch równoległych smugach.
Żółte lub zielonożółte ciało gąsienicy odznacza się czarnymi plamkami i podłużną linią na stronie grzbietowej.
Owad ten preferuje leśne łąki i murawy kserotermiczne. Imagines latają w lipcu i pierwszej połowie sierpnia. Są aktywne za dnia. Gąsienica zimuje, po czym od czerwca żeruje na cieciorce pstrej i skorpionowatej, koniklecy czubatej i koniczynach. 
Występuje na większości obszaru Europy, z wyjątkiem jej części północnej, a ponadto na Syberii, Zakaukaziu i w Turcji.